# Лудзя (разъезд)
Лудзя́ — разъезд Ижевского региона Горьковской железной дороги в деревне Старый Бор Завьяловского района Удмуртской Республики.

## История
Открыт в 1951 году.
В 1990 году электрифицирован в составе участка Агрыз — Ижевск.

## Современность
Разъезд осуществляет продажу билетов на все пассажирские поезда. Прием и выдача багажа не производятся.
Имеется два пути. Ранее разъезд насчитывал три, но в начале 2010-х годов один из них был разобран. Платформа, примыкавшая к этому пути, заброшена, контактная сеть над ним демонтирована.
С юга к разъезду примыкает однопутный перегон Юски — Лудзя, с севера - двухпутный Ижевск — Лудзя.
Рядом проходит автомобильная трасса Р320 Ижевск — Елабуга.

## Движение поездов по разъезду
Все пригородные железнодорожные перевозки по разъезду осуществляются пригородной пассажирской компанией «Содружество». По состоянию на 2018 год на разъезде останавливаются все пригородные поезда, следующие из Ижевска до станций Нижнекамск, Сайгатка (Чайковский), Кизнер, Вятские Поляны, Янаул, Казань-Пассажирская, Красноуфимск и обратно, за исключением поездов 6675 Ижевск — Нижнекамск, 6677 Нижнекамск — Ижевск и 6517 Янаул — Ижевск.
Время движения от станции Ижевск 11 — 18 минут.
Поезда дальнего следования проходят разъезд Лудзя без остановки.